# Vittuone

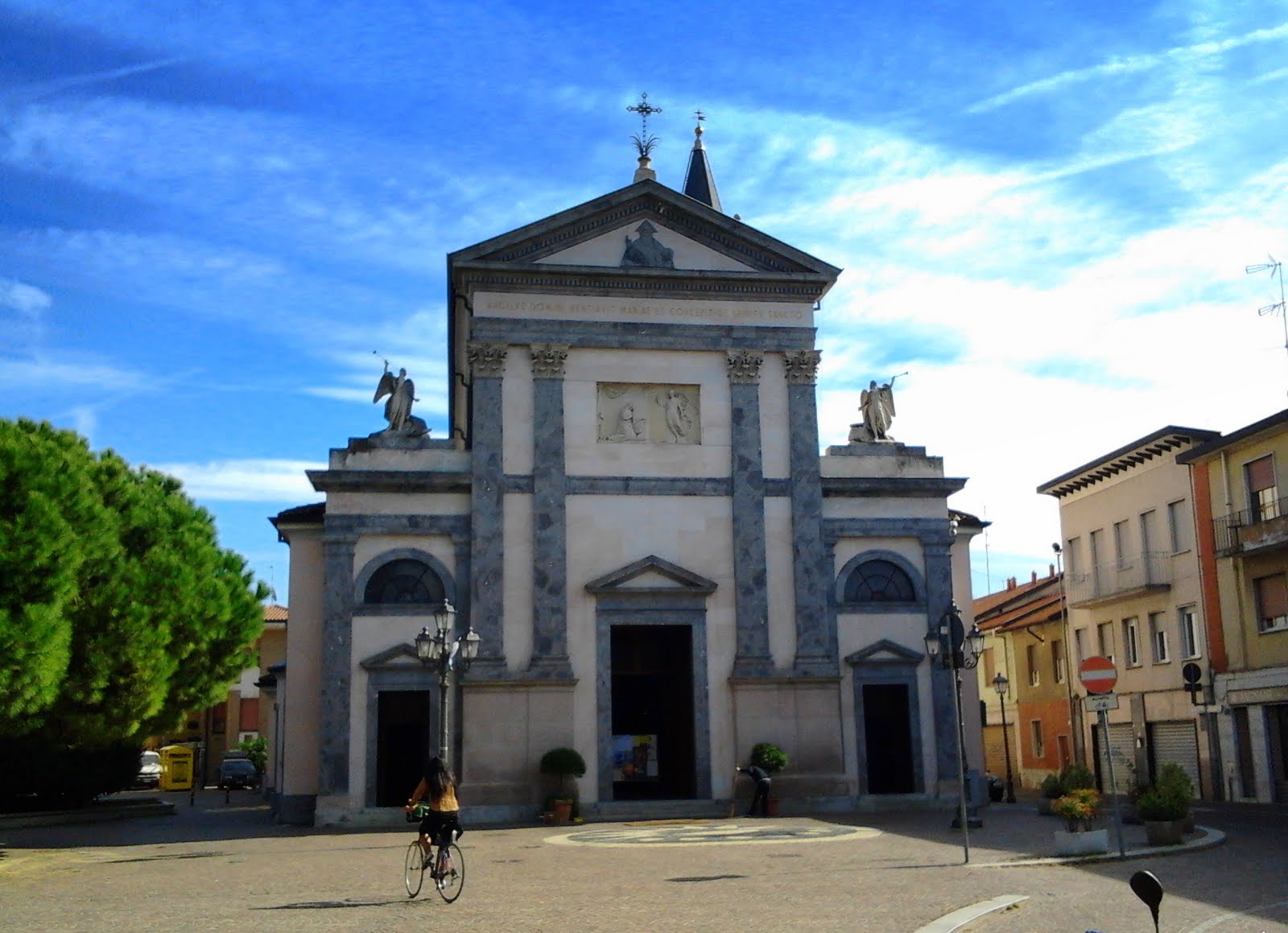
Nhà thờ Truyền tin của Đức Trinh Nữ Maria tại Vittuone

Vittuone là một đô thị ở tỉnh Milano, vùng Lombardia của Italia, khoảng15 km west of Milano. Tại thời điểm ngày 31 tháng 12 năm 2004, đô thị này có dân số 8.361 và diện tích là 6,0 km².
Vittuone giáp các đô thị: Arluno, Sedriano, Corbetta, and Cisliano.